# Marco Parra
Marco Antonio Parra Sánchez (Lima, 2 de septiembre de 1969) es un abogado y político peruano. Fue dirigente fundador del partido Solidaridad Nacional, además, fue su Secretario General. Fue encargado de la Alcaldía de Lima entre el 11 de octubre de 2010 y el 31 de diciembre de 2010, luego de que Luis Castañeda Lossio renunciara al cargo.

## Biografía
Se desempeñó en la actividad pública y privada hasta que, reunido con un grupo de simpatizantes y empresarios, decidieron lanzar la candidatura de Luis Castañeda Lossio a la Presidencia de la República del Perú en el año 2000. Desde entonces ha trabajado conjuntamente con él en el partido Solidaridad Nacional.
Trabajó en el Estudio Cauvi & Benites, conjuntamente con el Dr. Enrique Parodi Plaza, adjunto del Dr. Raúl Villacorta. Posteriormente, ya como abogado titulado se asoció con Carlos Hamman Pastorino, exdirectivo de Norsac y exjefe de la Unidad de Inteligencia Financiera del Gobierno Peruano, con quien fundó Parra & Hamman, Abogados y Consultores, S.A.C.[cita requerida]
Desde enero del 2003 hasta octubre de 2010 se desempeñó como teniente alcalde de la Municipalidad de Lima, apoyando la gestión de Luis Castañeda Lossio, hasta que se convirtió en el encargado de la alcaldía de Lima por la renuncia de Luis Castañeda para presentarse como candidato a la Presidencia de la República.
Postuló sin éxito al Congreso de la República en las elecciones generales del Perú de 2006.